# Peter Amory
Peter Amory, właściwie Peter Walton (ur. 2 listopada 1964 w Norwich) – brytyjski aktor filmowy i telewizyjny, znany głównie z opery mydlanej Emmerdale (1989-2003), nadawanej przez brytyjską sieć telewizyjną ITV.

## Życiorys
Urodził się w Norwich. Jego zastępczą matką była Janet Key, kiedy jego rodzice przenieśli się do Nowej Zelandii. Studiował w Royal Academy of Dramatic Art.
W 1987 trafił na szklany ekran w serialach: Na sygnale i Boon z Amandą Burton. Dwa lata potem wystąpił gościnnie w serialu Sprawy inspektora Morse’a (Inspector Morse, 1989). Stał się rozpoznawalny jako Christopher ‘Chris’ Tate w operze mydlanej Emmerdale (1989-2003). W dwóch odcinkach serialu Na sygnale (2005) pojawił się jako Jimmy Straker. W serialu BBC Dynastia Tudorów (2010) wystąpił jako Książę Rutland.
Z nieformalnego związku ma syna Thomasa. W lipcu 1994 poślubił Claire King. Jednak w 2014 doszło do separacji.